# Corticaromus rueckeri
Corticaromus rueckeri is een keversoort uit de familie schimmelkevers (Latridiidae). De wetenschappelijke naam van de soort werd in 2008 gepubliceerd door Tarun K. Pal & Shelley Ghosh.